# Pierre Thiolon
Pierre Michel Louis Thiolon, (Paris, 17 de janeiro de 1927 – abril de 2014) é um ex-basquetebolista francês que integrou a Seleção Francesa que conquistou a Medalha de Prata disputada nos XIV Jogos Olímpicos de Verão em 1948 realizados em Londres no Reino Unido.